# Cephalocyclus potosinus
Cephalocyclus potosinus är en skalbaggsart som beskrevs av Dellacasa, Dellacasa och Gordon 2007. Cephalocyclus potosinus ingår i släktet Cephalocyclus och familjen Aphodiidae. Inga underarter finns listade.